# حموضة التربة

التباين العالمي في حموضة التربة. الأحمر = تربة حمضية. الأصفر = تربة طبيعية. الأزرق = تربة قلوية. الأسود = لا معلومات.

حموضة التربة أو الرقم الهيدروجيني للتربة (بالإنجليزية: Soil pH)‏، هو قياس النشاط المُولِي لأيونات الهيدروجين في محلول التربة. عندما تكون قيم الرقم الهيدروجيني أقل من 7، فإن التربة تكون حمضية. بينما في حالة قيم للرقم الهيدروجيني أكبر من 7، فإن التربة تكون قلوية. ويعتبر الرقم الهيدروجيني للتربة متغير رئيسي في التربة لأنه يؤثر على العديد من العمليات الكيميائية. وهو يؤثر بشكل خاص على توافر المغذيات النباتية من خلال السيطرة على الأشكال الكيميائية من العناصر الغذائية المختلفة والتأثير على التفاعلات الكيميائية التي يخضعون لها. تتراوح درجة الحموضة المثلى لمعظم النباتات بين 5.5 و 7.5؛ ومع ذلك، فإن العديد من النباتات تكيفت لتزدهر في قيم الرقم الهيدروجيني خارج هذا النطاق.

## روابط خارجية
- "A Study of Lime Potential, R.C. Turner, Research Branch, Canadian Department of Agriculture, 1965"
- "Adjusting and Measuring Soil pH. soil pH and nutrients for Home Gardening"